# Thank you
Thank you是日本的音乐团体AAA的第1張TanoCa配信數位單曲。2011年3月16日由avex trax发售。

## 概要
- 「Thank you」是AAA第1張以TanoCa配信的單曲
- 收錄在專輯「Another side of ＃AAABEST」。

## 收錄歌曲
1. Thank you